# Список війн XV століття
|  | Службовий список статей, створений для координації робіт з розвитку теми. Це попередження не встановлюється на інформаційні списки і глосарії. |

Нижче наведений список війн, що йшли (або почалися/закінчилися) в XV столітті.

## 1400—1409
- Ангорська битва (1402)
- Облога Смірни (1402)
- Битва під Хомільдон-Хіллом (1402)
- Вторгнення Тимура в Грузію (1386—1404)
- Облога Смоленська (1404)
- Війна Мін-Го (1406—1407)
- Литовсько-московська війна (1406—1408)
- Війна арманьяків і бургіньйонів (1407—1435)
- Велика війна (1409—1411)

## 1410—1419
- Війна Великого князівства Литовського з хрестоносцями (1230—1411)
- Голодна війна (1414)
- Битва під Азенкуром (1415)
- Розорення Києва Едигеєм (1416)
- Битва при Галліполі (1416)
- Облога Руана (1418—1419)
- Вторгнення Оей (1419)

- Гуситські війни (1419—1434)

## 1420—1429
- Битва при Боже (1421)
- Облога Константинополя (1422)
- Голубська війна (1422)
- Битва при Мальборку (1422)
- Облога Салонік (1422—1430)
- Битва під Краваном (1423)
- Сорокалітня війна (1385—1424)
- Війни в Ломбардії (1425—1454)
- Облога Орлеана (1428—1429)
- Битва під Пате (1429)
- Облога Парижа (1429)

## 1430—1439
- Польсько-тевтонська війна (1431—1435)

## 1440—1449
- Облога Белграда (1440)
- Війна між Великим Князівством Литовським і Московією (1440—1449)
- Хрестовий похід на Варну (1443—1444)
- Битва на рівнині Торвіол (1444)
- Квіткові війни (1446—1500)
- Битва на Косовому полі (1448)
- Тумуська катастрофа (1449)

## 1450—1459
- Столітня війна (1337—1453)
- Падіння Константинополя (1453)
- Тринадцятирічна війна (1454—1466)
- Війна Червоної та Білої троянд (1455—1485)
- Московсько-новгородська війна (1456)
- Облога Белграда (1456)

## 1460—1469
- Битва під Тарґовісте (1462)

- Перша османсько-венеційська війна (1463—1479)
- Війна священиків (1467)
- Смута Онін (1467—1477)
- Польсько-тевтонська війна (1467—1479)
- Угорсько-богемська війна (1467—1478)

## 1470—1479
- Дансько-шведська війна (1470—1471)
- Чампо-в'єтнамська війна (1471)

- Битва на Шиленьзі (1471)
- Битва при Брункеберзі (1471)
- Московсько-новгородська війна (1471)
- Бургундські війни (1474—1477)
- Війна за кастильську спадщину (1475—1479)
- Австро-угорські війни (1477—1488)

## 1480—1489
- Облога Родоса (1480)
- Розорення Києва Менглі-Гіреєм (1482)
- Гранадська війна (1482—1492)
- Феррарська війна (1482—1484)

- Османсько-мамелюцька війна (1485—1491)

- Битва під Копистирином (1487)
- Литовсько-московська війна (1487—1494)

## 1490—1499
- Битва під Заславом (1491)
- Перша італійська війна (1494—1496)
- Московсько-шведська війна (1495—1497)
- Друга османсько-венеційська війна (1499—1503)
- Битва при Дзонкйо (1499)
- Друга італійська війна (1499—1504)
- Швабська війна (1499)